# Quadriciclo

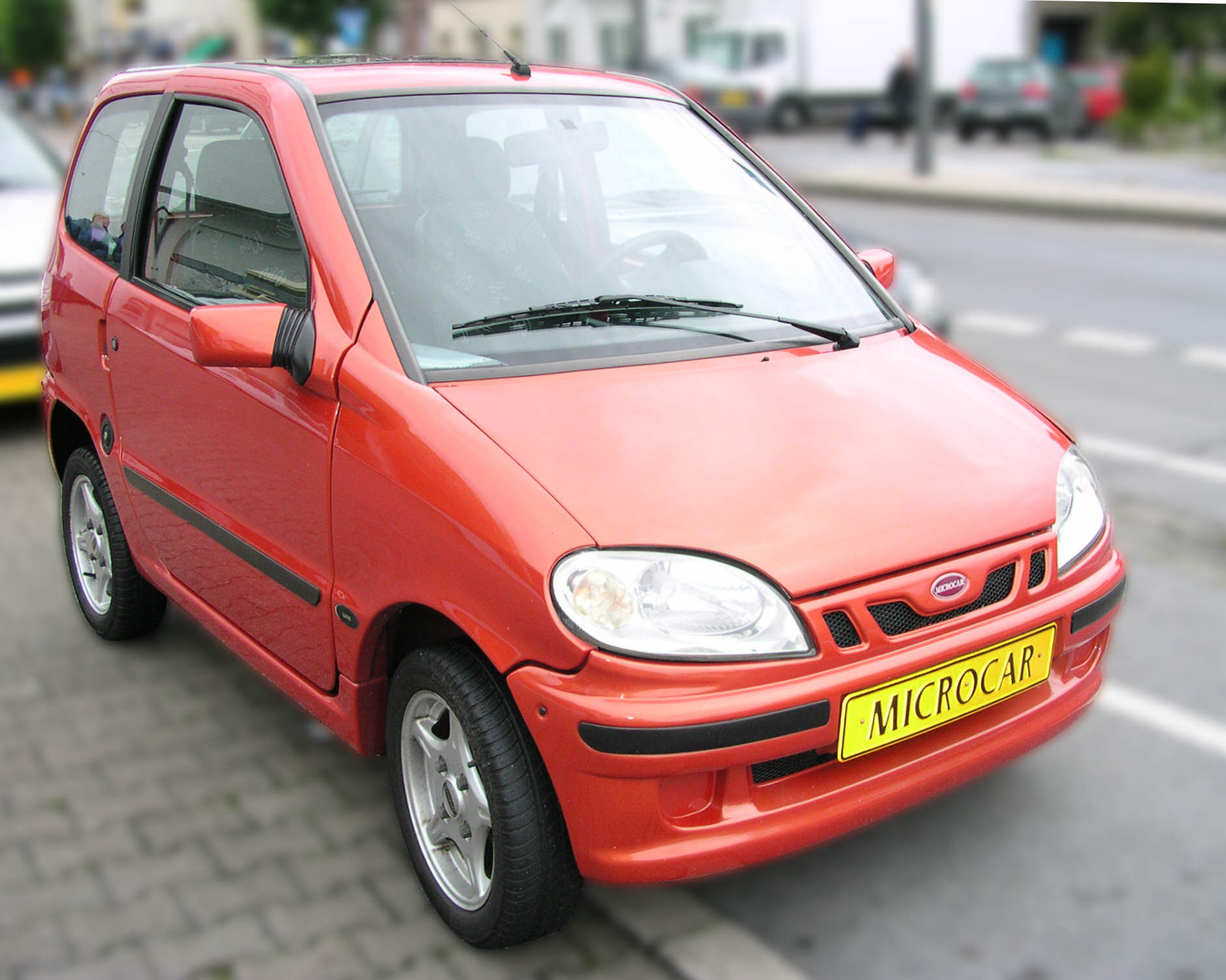
Una microcar Virgo 2

Il quadriciclo, secondo il codice della strada italiano, è assimilato a un qualsiasi motoveicolo o triciclo pur avendo quattro ruote. Fa parte infatti della macro-categoria internazionale "L", più nel dettaglio vengono identificati nella categoria "L6e", la quale ha diverse sottocategorie.
(Articolo 53 del codice della strada)

## Limiti di massa e di carico
Sono equiparati ai tricicli e ai motocicli e si dividono in:
- Quadricicli leggeri: veicoli la cui massa a vuoto è regolamentata a un limite massimo di 350 kg, con una capacità di carico massima non superiore ai 200 kg. Sono equiparati ai ciclomotori e possono essere condotti con o senza patente, a seconda della legislazione in vigore in ciascun paese.
- Quadricicli pesanti: questi quadricicli a seconda del loro utilizzo hanno limiti differenti:
  - per il trasporto di persone, veicoli la cui massa a vuoto è regolamentata a un limite massimo di 400 kg, con una capacità di carico massima non superiore ai 200 kg.
  - per il trasporto di merci, veicoli la cui massa a vuoto è regolamentata a un limite massimo di 550 kg, con una capacità di carico massima non superiore ai 1000 kg.

Nel calcolo della massa non è compreso il peso delle batterie per i mezzi dotati di motore elettrico.

## Limiti di potenza, cilindrata e velocità in Italia
I limiti di potenza e cilindrata variano a seconda della categoria in cui ricade il quadriciclo.
- Quadricicli leggeri: cilindrata massima di 50 cm³ per i motori ad accensione comandata, oppure potenza massima pari o inferiore a 6 kW per i motori termici di altro tipo (ad es. Diesel) o motori di altra natura, come i motori elettrici che non hanno una cilindrata, mentre non possono essere capaci di viaggiare a oltre 45 km/h (Codice della strada Art. 53).
- Quadricicli pesanti: potenza massima pari o inferiore a 15 kW, senza limitazioni delle misure motore, mentre non possono essere capaci di viaggiare a oltre 80 km/h (Codice della strada Art. 53).

## Patente richiesta in Italia
Se il quadriciclo rientra nella categoria quadriciclo leggero è necessaria la patente AM, conseguibile a partire dai 14 anni, in quanto il codice della strada lo equipara a un ciclomotore pur avendo quattro ruote.
Per i quadricicli pesanti invece è richiesta la patente B1, conseguibile a partire dai 16 anni. Infine, se la massa a vuoto risulta superiore ai 550 chilogrammi (per i quadricicli adibiti a trasporto merci) o ai 400 chilogrammi (trasporto persone), è richiesta la patente B, poiché i mezzi vengono considerati autoveicoli a tutti gli effetti.

## Inquinamento
Alcuni quadricicli leggeri sono stati sottoposti a esame da parte dell'ANCMA per quanto riguarda le emissioni nocive con il risultato che, pur essendo in uno standard diverso da quelli destinati alle autovetture, quasi sempre i livelli di inquinamento prodotto sono inferiori a quello di autovetture diesel omologate Euro III e, per alcuni parametri, assimilabili a quelle con omologazione Euro IV. Anche il livello di emissione di anidride carbonica, dovuto al basso consumo di questi mezzi, è ridotto rispetto a quello delle autovetture
.